# 波多氏 (古代)
波多氏（はたうじ）は、「波多」を氏の名とする氏族。
波多の地名は日本各地に分布している。具体的な地名としては、肥前国松浦郡波多村、大和国高市郡波多郷、出雲国飯石郡波多郷（のち波多庄）、肥後国天草郡波多郷があり、ほかに大和国（波多小北庄）、相模国（波多庄）、信濃国、土佐国にもこの地名が存在する。これらの地名を由来とする波多姓の氏族が多数存在する。

## 皇別氏族（武内宿禰裔）
武内宿禰の長男である波多八代宿禰（はたのやしろのすくね）を祖とする。姓は臣のち朝臣。
八多（八多朝臣）、八太（八太臣）、羽田（羽田臣・羽田朝臣）とも表記される。大和国高市郡波多郷の地名に由来し、高市郡にあった延喜式内社の波多神社を氏神とした。

### 古事記、日本書紀
祖の波多（羽田）八代宿禰は弟の巨勢小柄宿禰（こせのおからのすくね）とともに神功皇后による三韓征伐に従う。応神天皇3年(392年)には、百済の辰斯王が天皇に対して礼を失したため、弟の紀角宿禰らと共に百済に遣わされ、その無礼を詰問する。百済は辰斯王を殺して謝罪したので、八代宿禰らは阿莘王を王に擁立し帰国したという。また、17代履中天皇后である黒媛を八代宿禰の娘とする説もある。
推古天皇31年（623年）蘇我馬子が朝貢を促すことを目的に、境部雄摩侶を大将軍とする数万の軍を新羅に派遣した際、小徳の位にあった波多広庭は副将軍の一人に任ぜられている。
天武朝に制定された八色の姓では、皇族出身である52氏の一つとして朝臣姓を賜与されている。
その後日本書紀編纂に向けて、持統3年(689)6月2日、7名の一人として羽田朝臣斉（はだのあそん・むごへ）が撰善言司（よきことえらぶつかさ）に任命された。
羽田斉は、持統5年(691年)、『日本書紀』の元となる先祖の墓記を上進する18人の一人にも選ばれたと推定され、『書紀』の中では『古事記』の記述の中の家祖である波多を羽田に変えてしまった（どちらも同じ一族で同じ波多郷に居た）。

### 続日本紀
続日本紀に見える官位は、直広参、正五位上〜従七位下が見え、姓は、波多朝臣が見える。
名前（事績）としては、
牟後閉（牟胡閉、斉）（周防総領・薬師寺建造の司）、広足（遣新羅大使）、広麻呂、与射、足嶋、僧麻呂、安麻呂、古麻呂、孫足、足人（宮内少輔）、足人（備後守）、男足、百足等が見える。

## 皇別氏族（息長氏族）
応神天皇の孫である意富富杼王を祖とする。姓は君のち真人。八多（八多真人）、羽田（羽田公・羽田真人）とも表記される。

近江国栗太郡羽田（現在の滋賀県八日市市羽田）の地名に由来するが、のち推古天皇の時、羽田姓に改めた。

壬申の乱の功臣に羽田矢国・大人父子がおり、天武天皇13年（684年）で真人姓（羽田真人）を賜与された。

そのほか、
余射（山陰道を巡視、式部員外少輔）、継手などがいる。

## 皇別氏族（日本武尊裔）
日本武尊の子である武養輦命を祖とする。姓は君。

## 地祇系氏族（波多国造）
崇神天皇の代に波多国造となった天韓襲命の後裔。天韓襲命は事代主神の子（または孫）の観松彦色止命の後裔で、長国造・都佐国造の祖である韓背と同人とされる。

## 渡来系氏族（百済族）
百済人である佐布利智使主の子孫。姓は造。

### 渡来系氏族（坂上氏族）
坂上志拏の三男である阿良を祖とする。姓は忌寸。

## 波多祝
大和国高市郡（奈良県高市郡）の波多神社の祝(ほうり：神職)の一族と見られる。高皇産霊神の孫である治身の後裔とされるが、系譜ははっきりしない。姓は祝。
姓氏録によれば、波多祝からは久米氏（久米直）族とされる波多門部連・波多造も派生している。
。波多門部氏は淡道国造族であった。
波多神社の祭神は、波多祝の祖神・高皇産霊神のほか、波多臣の祖である八多八代宿禰である。